# Stieg Hedlund
Stieg Hedlund (nacido en 1965) es un diseñador de videojuegos, artista y escritor con más de 25 años de experiencia que ha trabajado en más de 30 juegos en la industria de videojuegos. A pesar de que probablemente es más conocido por su trabajo en videojuegos de rol de acción, también ha trabajado en juegos dentro de los géneros de estrategia en tiempo real, disparos tácticos, beat ‘em up y acción-aventura en PC y casi todas las consolas de juegos. Hedlund ha profesado su interés en la lingüística y la lengua construida.

## Filosofía de diseño
A pesar de su largo currículum, Hedlund no es conocido por tener una "actitud tipo estrella de rock" común entre diseñadores bien conocidos de la industria. Hedlund ha dicho que él está más interesado en "cómo se siente la audiencia" sobre sus juegos que en "los elogios de sus compañeros diseñadores". Ha declarado en entrevistas que él cree en un ambiente colaborativo y que su puerta "siempre está abierta a cualquiera que tenga una idea sobre diseño".

## Experiencia
Criado en el área de Chicago, Hedlund contribuyó y ayudó en la dirección de un mini-cómic durante sus años de preparatoria. Se convirtió en diseñador de juegos de rol de acción a la edad de 16 años después de explorar “la creación de escenarios, variantes de reglas y balanceo” y  similares a Dungeons & Dragons.
Hedlund comenzó su carrera en el campo de entretenimiento electrónico en 1987 en Infinity Software, una pequeña editora de videojuegos para Macintosh, Commodore 64 y Amiga. 
Hedlund se trasladó a Koei, una editora japonesa, en 1990, la cual había establecido una subsidiaria norteamericana, Koei Corporation, en California dos años antes. Trabajando en Koei, tanto en California Norte y como en Japón, fue el diseñador en jefe y originó un número de juegos incluyendo Liberty or Death, Celtic Tales: Balor of the Evil Eye, Gemfire and Saiyuki: Journey West. En 1995, poco después de que Hedlund dejara la compañía, la subsidiaria cesó sus esfuerzos en el desarrollo de juegos.
Después de trabajar en un título inédito basado en el Señor de los Anillos para Electronic Arts a principios de los 90, Hedlund se entrevistó con Condor Software (en el futuro Blizzard North), para después trabajar en la Liga de la Justicia. De acuerdo con Hedlund, el concepto del juego "no era muy atractivo para él",  lo cual lo llevó a trabajar para Sega Technical Institute en su lugar en 1994, donde, como artista y diseñador de juegos, trabajó en títulos como Comix Zone, The Ooze and Sonic X-treme. Hedlund declaró que en adición a su experiencia con videojuegos, su experiencia "viviendo y trabajando en Japón" fue otra de las razones por las que lo contrataron en Sega Technical Institute, ya que STI colaboró e integró más juegos profesionales japoneses que cualquiera de los otros estudios de Sega. 
En 1996, tres años después de que fuera entrevistado por la compañía, Hedlund conoció a los tres fundadores de Condor (STI y Condor estaban localizados muy cerca uno del otro en la orilla este de la península de San Francisco). Se impresionó por el potencial de su último juego,  Diablo, e inmediatamente se unió al equipo tomando el rol de diseñador en jefe. Tres meses antes del lanzamiento de Diablo, Blizzard adquirió Condor y lo renombró la compañía Blizzard North. Diablo se convertiría en una de los juegos mejor calificados de 1996.
A raíz del éxito de Diablo, Hedlund diseñó Diablo II, el cual fue lanzado en el año 2000. Se convirtió en el segundo juego para PC con mejores ventas, el número uno en juegos de rol para PC con más de 15 millones de unidades vendidas y, de acuerdo a la edición del 2003 del Guinness Book of World Records, el juego de computadora vendido más rápidamente con más de un millón de unidades en las primeras dos semanas después de su lanzamiento. De acuerdo al Guinnes Gamer’s Edition en el 2008, el juego aún mantiene el récord. Diablo II también ganó en el 2001 el Premio del Juego del Año por parte del Academy of Interactive Arts & Sciences.
Mientras trabajó en Blizzard, también participó en el diseño de StarCraft y de Diablo II: Lord of Destruction expansion pack. Starcraft fue el juego para PC mejor vendido en 1998 y recibió numerosos premios. Una década después se mantuvo como uno de los juegos en línea más populares en el mundo siendo llamado “El mejor juego de todo los tiempos” por GameSpot. Diablo II: LOD fue lanzado en el 2001 y ayudó  “al reforzamiento” del juego en el género de juegos de rol. También recibió numerosos premios incluyendo el Mejor Paquete de Expansión del Año y empatado con Baldur’s Gate II para el Mejor Juego de Rol del Año.
El 17 de abril del 2000, Hedlund anunció que dejaría Blizzard North “tan pronto como sus responsabilidades con Diablo II se hubieran cumplido” para así poder empezar el desarrollo de un nuevo juego con la firma llamada Full-On Amusement Company en conjunto con socios, programadores y artistas de Virgin Interactive, Sega, Sony Computer Entertainment, Electronic Arts y Maxis. Durante este tiempo, Hedlund fue llamado como diseñador para una colaboración con el director cinco veces nominado al premio de la academia David Lynch en el proyecto del juego Woodcutters from Fiery Ships.
Más tarde, en el 2000, Hedlund se unió a Konami como el director Creativo de la compañía y trabajó en títulos como el icónico Frogger y las series Contra. En el 2002, trabajó como Director Creativo de Ubisoft/ Red Storm Entertainment en juegos como Tom Clancy's Ghost Recon 2 y Tom Clancy's Rainbow Six: Lockdown, así como su contribución con el juego Tom Clancy's Ghost Recon: Advanced Warfighter. Hedlund pasó algún tiempo en Oddworld Inhabitants trabajando para la fundación de Oddworld: Stranger's Wrath.
A principios de agosto del 2004, Hedlund firmó con Perpetual Entertainment como Director de Diseño en el Juego de Rol Multijugador Masivo Online (MMORPG) Gods & Heroes: Rome Rising, anunciado oficialmente en marzo de 2005. El juego fue mostrado en E3 2006 y recibió varios premios “Best Show”, siendo exaltado en particular su innovador sistema “minion”.  A pesar de que el contenido estaba completo para las pruebas beta en septiembre del 2007 , la tecnología detrás del juego no se pudo estabilizar y después de numerosos retrasos y varias rondas de despidos , el desarrollo del juego se “suspendió indefinidamente” a mediados de octubre del mismo año después de que las pruebas de estabilidad no resultaron exitosas. Hedlund dejó la compañía durante la disolución de la misma en los meses que siguieron.  
Eventualmente el juego fue lanzado en junio del 2011.

## Proyectos Actuales
Después de dejar Perpetual, Hedlund fundó Turpitude como una firma independiente de desarrollo de videojuegos en conjunto con su compañera Natalie Fay. Como el Jefe Creativo de Turpitude Design, Stieg supervisa al equipo de diseñadores y desarrolladores trabajando en los proyectos de la compañía.

## Reconocimientos y premios
IGN nombró a Hedlund como uno de los top 100 creadores de juegos de todo el tiempo (siendo el número 62 de la lista). Sus juegos tiene una calificación promedio del 88%, y han recibido numerosos premios incluyendo: 
- Diablo: Juego del Año de GameSpot y el primer lugar de todos los juegos para PC.[31]

- StarCraft: Mejores Juegos de todos los tiempos por parte de GameSpot [32] Juego del Año por parte del Academy of Interactive Arts & Sciences,,[33] Juego de Computadora del Año[33]  por parte de PC PowerPlay,[33] Juego del Año por parte de PC Gamer Real-time strategy,[33] Juego del Año por parte de Games Domain ,[33] Mejor Juego de todos los tiempos por parte de GameInformer.

- Diablo II: Récord Guinness del juego vendido más rápido ,[34] Juego del Año por parte de Interactive Achievement Awards ,[35] Juego de Rol del Año de parte de Interactive Achievement Awards ,[35]  #16 en los "50 Mejores Juegos de todo el tiempo" por parte de PC Gamer,[36]  #82 del "Top 100" por parte de PC Gamer, #25 en la categoría de Juegos de Computadora ,[37] está dentro de los "101 Mejores Juegos de PC" ,[38] #11 de "Los 32 Mejores Juegos de PC" ,[39]  #7 en el "Top de Videojuegos de la Década" por parte de Destructoid.[40]